# Mount Olympus, Australien
Mount Olympus är ett berg i Australien. Det ligger i kommunen Central Highlands och delstaten Tasmanien, i den sydöstra delen av landet, omkring 140 kilometer nordväst om delstatshuvudstaden Hobart. Toppen på Mount Olympus är 1 226 meter över havet. Mount Olympus ligger vid sjön Lake St. Clair.
Trakten runt Mount Olympus är nära nog obefolkad, med mindre än två invånare per kvadratkilometer.. Det finns inga samhällen i närheten.
I omgivningarna runt Mount Olympus växer i huvudsak barrskog. Genomsnittlig årsnederbörd är 1 478 millimeter. Den regnigaste månaden är september, med i genomsnitt 188 mm nederbörd, och den torraste är februari, med 55 mm nederbörd.